# Daniel McLay
Daniel McLay (* 3. Januar 1992 in Wellington, Neuseeland) ist ein britischer Radrennfahrer, der auf Bahn, Straße und bei Cyclocrossrennen aktiv ist.

## Karriere
Daniel McLay begann im Alter von sechs Jahren, Radrennen zu fahren. Seitdem bestreitet er Wettbewerbe auf der Bahn, der Straße sowie Querfeldeinrennen. 2009 wurde er in das Olympic Academy Programme aufgenommen. Im Jahr darauf wurde er gemeinsam mit Simon Yates Junioren-Weltmeister im Zweier-Mannschaftsfahren, in der Mannschaftsverfolgung wurde die britische Mannschaft mit McLay, Simon Yates, Sam Harrison und Owain Doull Vize-Weltmeister.
Als Junior wurde er im Jahr 2010 Zweiter von Paris–Roubaix Juniors und gewann eine Etappe der Driedaagse van Axel. Bei den britischen Meisterschaften siegte er im Straßenrennen der Junioren und belegte Rang zwei im Zeitfahrbewerb. Im Jahr 2014 gewann er im Alter von 22 Jahren erstmals ein internationales Elite-Rennen, als er eine Etappe der Tour de Normandie für sich entscheiden konnte. Weiters sicherte er sich damals auch die Punktewertung der französischen Rundfahrt, ehe er auch bei Paris–Arras einen Etappensieg feierte. Für die britische Nationalmannschaft ging er im Anschluss bei der Tour de l’Avenir an den Start, wo er erneut einen Tagessieg errang.
Nach drei Jahren in der Nachwuchsmannschaft des ProTeams Lotto schloss er sich 2015 dem Professional Continental Team Bretagne-Séché Environnement an und konnte nach einem Etappensieg bei der Tropicale Amissa Bongo mit Rang sechs bei der Brussels Cycling Classic erstmals einen vorderen Platz bei einem Klassiker erreichen. 2016 gewann er die Rennen Grand Prix de Denain und Grand Prix de la Somme, im Jahr darauf den Trofeo Palma sowie die Tour de l’Eurométropole. Bei der Tour de France 2016 gab er sein Grand-Tour-Debüt und sprintete auf der 6. Etappe zum Dritten Platz. Die Tour de France 2017 verließ er am 17. Etappentag.
Im Jahr 2018 wechselte McLay zur Mannschaft EF Education First-Drapac p/b Cannondale und war somit erstmals für ein UCI WorldTeam aktiv. Dort entschied er in seiner ersten Saison eine Etappe des Circuit Cycliste Sarthe für sich, ehe er 2019 jeweils eine Etappe der Herald Sun Tour und der Tour of Guangxi gewann.
Nach zwei Jahren unterschrieb er beim französischen UCI ProTeam Arkéa-Samsic, das im Jahr 2023 zum UCI WorldTeam aufstieg. Nach seinem Wechsel konnte McLay seit zwei Etappen der Portugal-Rundfahrt im Jahr 2020 kein Rennen mehr gewinnen. Mit der Tour de France 2021 und der Vuelta a España 2022 bestritt er zwei weitere Grand Tours, wobei er bei Letzterer als Dritter seine beste Etappenplatzierung einfuhr.
im Jahr 2025 erhielt er im Alter von 32 Jahren einen Vertrag beim niederländischen Team Visma-Lease a Bike.

## Erfolge

### Straße
2014
- eine Etappe und Punktewertung Tour de Normandie
- eine Etappe Paris–Arras
- eine Etappe Tour de l’Avenir

2015
- eine Etappe La Tropicale Amissa Bongo

2016
- Grand Prix de Denain
- Grand Prix de la Somme

2017
- Trofeo Palma
- Tour de l’Eurométropole

2018
- eine Etappe Circuit Cycliste Sarthe

2019
- eine Etappe Herald Sun Tour
- eine Etappe Tour of Guangxi

2020
- zwei Etappen Portugal-Rundfahrt

### Bahn
2009
- Europameisterschaften der Junioren – Zweier-Mannschaftsfahren (mit Sam Harrison)

2010
- Weltmeisterschaften der Junioren – Madison mit Simon Yates
- Weltmeisterschaften der Junioren – Mannschaftsverfolgung mit Owain Doull, Sam Harrison und Simon Yates
- Britischer Meister – Zweier-Mannschaftsfahren (Junioren) mit Adam Yates

## Grand-Tour-Platzierungen
| Grand Tour            | 2016 | 2017 | 2018 | 2019 | 2020 | 2021 | 2022 | 2023 | 2024 |
| --------------------- | ---- | ---- | ---- | ---- | ---- | ---- | ---- | ---- | ---- |
| Giro d’ItaliaGiro     | –    | –    | –    | –    | –    | –    | –    | –    | –    |
| Tour de FranceTour    | 170  | DNF  | –    | –    | –    | DNF  | –    | –    | 136  |
| Vuelta a EspañaVuelta | –    | –    | –    | –    | –    | –    | 120  | –    | –    |